# 徐元存
徐元存（1926年8月—2008年3月18日），男，直隶（今河北）涉县人，中华人民共和国政治人物，曾任中国第一汽车制造厂党委宣传部部长、党委书记，吉林省人大常委会副主任。